# Pier Luigi Foschi
Pier Luigi Foschi (talvolta citato erroneamente anche con la grafia Pierluigi Foschi; Milano, 25 settembre 1946) è un dirigente d'azienda italiano, è stato presidente e amministratore delegato di Costa Crociere.

## Carriera
Foschi inizia la propria carriera in OTIS, nota azienda di ascensori, fino a diventarne vicepresidente nel 1990, con delega ad Asia, Pacifico e responsabilità su quattordici Paesi. Il passaggio alla dirigenza in Costa, in qualità di amministratore delegato, avviene nel 1997, quando la storica compagnia di navigazione genovese viene venduta al gruppo statunitense Carnival Corporation di Ted Arison, azienda capofila mondiale dell'industria crocieristica. Sotto la sua guida Costa Crociere rinnova completamente la flotta e diventa il primo operatore turistico italiano e la prima compagnia crocieristica europea; inoltre, con l’acquisizione della tedesca AIDA Cruises e della spagnola Ibero Cruceros, il Gruppo Costa porta la sua flotta complessiva a 24 navi, dando lavoro a 16.000 dipendenti.
Il 1º luglio 2012, dopo quindici anni, Pier Luigi Foschi lascia l'incarico di amministratore delegato di Costa Crociere, diventando poi supervisore delle strategie di crescita del gruppo Carnival Corporation in Asia. Il nuovo amministratore delegato è Michael Thamm, già direttore generale di AIDA, società tedesca facente capo a Costa, mentre Foschi rimane presidente del Consiglio di amministrazione di Costa Crociere e «continuerà a supervisionare e coordinare, per Costa Crociere, le relazioni con le autorità italiane e le associazioni di categoria, gli adempimenti che si riferiscono all'incidente della Costa Concordia, oltre ai numerosi progetti strategici in agenda che riguardano i diversi marchi del gruppo Costa».